# Phytomyptera amuricola
Phytomyptera amuricola là một loài ruồi trong họ Tachinidae.